# 流浪艺人
《流浪艺人》（羅馬化：O Thiassos）是一部希腊电影，上映于1975年，是希腊电影大师西奥·安哲罗普洛斯的“希腊近代史三部曲”的第二部。

## 劇情簡介
影片以流浪剧团的巡演为背景，使用闪回的手法讲述了1939年扬尼斯·梅塔克萨斯独裁统治时期到1952年到右翼首领亚历山德罗斯·帕帕戈斯将军上台之间的历史。流浪艺人每一回演出历史剧《牧羊姑娘戈尔芙》都因为政治事件的发生被打断，从而见证历史演变的进程，同时这又成为剧团的素材在下一场的演出所里增加现实的内容。影片通过他们在希腊各地的演出，以他们的所见所闻反映了希腊历史上难忘的岁月，影片开始和结尾都是流浪剧团的演员们站在火车站前，用安哲罗普洛斯的话来说这是“全家福”，是告别往事的终点，也是新的历史的开端，只要有人，历史的戏剧永远开演。 
安哲罗普洛斯说《流浪艺人》是他个人“最马克思主义”的作品。影片歌颂了希腊共产党及其领导的革命武装在希腊抵抗运动及希腊内战中反抗德国法西斯占领军和希腊右翼反动势力的不屈斗争，片尾借一位失败的革命诗人之口说出“对满身伤痕的自由充满希望吧”，表达了希腊革命者对于共产主义理想的不灭信念。
《流浪艺人》在1975年戛纳影展的“导演双周”中获得国际影评人奖，被誉为希腊影史第一部极具野心描述希腊社会的影片，并列为当代影史中的经典之作。